# Andreas Ulland Andersen
Andreas Ulland Andersen (Haugesund, 6 maggio 1989) è un calciatore norvegese, centrocampista del Vard Haugesund.

## Biografia
È il fratello maggiore di Eirik Ulland Andersen, anch’egli calciatore.

## Carriera

### Club
Ulland Andersen iniziò la sua carriera professionistica con la maglia del Viking. Il 13 giugno 2007 debuttò ufficialmente in prima squadra, sostituendo Søren Berg nella vittoria per 6-0 in casa del Randaberg, in un match valido per l'edizione stagionale della Coppa di Norvegia. Nello stesso incontro, siglò il gol del momentaneo 5-0. Il 24 giugno esordì anche nella Tippeligaen: subentrò ancora a Berg nel successo per 3-1 sul Brann.
Dopo 25 presenze nella massima divisione, fu prestato al Sandnes Ulf in data 10 agosto 2010. Giocò il primo match per la nuova squadra in data 15 agosto, entrando in campo in luogo di Jason St Juste nella sconfitta casalinga per 2-1 contro il Moss.
L'anno seguente, partì con la medesima formula per giocare nel Randaberg. Debuttò con questa maglia il 3 aprile 2011, sostituendo Christoffer Olsen nella sconfitta casalinga per 2-1 contro lo Strømmen.
Il 13 dicembre 2011 fu reso noto il suo trasferimento al Sandnes Ulf, a partire dal 1º gennaio successivo. L'11 dicembre 2012, fu ufficializzato il suo trasferimento al Bryne, valido dal 1º gennaio 2013. Il 7 agosto 2013, rinnovò l'accordo che lo legava alla squadra per altre due stagioni. Il 3 novembre 2014 rescisse il contratto che lo legava al club con un anno d'anticipo sulla naturale scadenza, per avvicinarsi geograficamente alla zona di Haugesund.
Il 12 dicembre 2014 firmò ufficialmente un contratto con il Vard Haugesund, valido a partire dal 1º gennaio 2015.